# Lachlan Boshier

a Compétitions nationales et continentales officielles uniquement.

b Matchs officiels uniquement.
Dernière mise à jour le 21 janvier 2023.
Lachlan Boshier, né le 16 novembre 1994 à New Plymouth (Nouvelle-Zélande), est un joueur de rugby à XV néo-zélandais évoluant au poste de troisième ligne aile. Il joue avec le club japonais des Saitama Wild Knights en League One depuis 2022.

## Carrière

### En club
Lachlan Boshier commence à jouer au rugby avec le lycée de New Plymouth Boys' High School dans sa ville natale, avant de rejoindre le club des New Plymouth Old Boys dans le championnat amateur de la région de Taranaki. Après le lycée, il commence également un apprentissage du métier de maçon.
En 2014, il est retenu dans l'effectif de la province de Taranaki pour disputer le NPC. Il ne joue qu'une seule rencontre lors de sa première saison au niveau professionnel, avant d'en jouer huit (pour trois titularisations) la saison suivante,.
Au cours de la saison 2016 de Super Rugby, il est recruté sur la base d'un contrat court par la franchise des Chiefs, qui font alors face à plusieurs blessures au poste de troisième ligne. Il fait ses débuts en Super Rugby le 29 avril 2016 contre les Sharks. Lors de sa première saison, il dispute sept rencontres pour une titularisation. Auteur de bonnes performances, il obtient un contrat plein à compter de la saison 2017. En juin 2017, il affronte avec sa franchise les Lions britanniques à l'occasion de la tournée des Lions en Nouvelle-Zélande, match qui se termine par une défaite (34-6).
En tant que spécialiste du poste de troisième ligne aile côté ouvert (N°7), il est d'abord la doublure du All Black Sam Cane lors de ses premières saisons avec les Chiefs. Il se reconvertit ensuite au poste de troisième ligne côté fermé (N°6) à partir de la saison 2018, ce qui lui permet d'obtenir plus de temps de jeu et de devenir un titulaire régulier. Il se fait particulièrement remarquer lors de la saison 2020, grâce à ses qualités de gratteur et de plaqueur,.
En juin 2021, après avoir terminé sa sixième saison aux Chiefs, il décide de quitter la Nouvelle-Zélande pour le Japon, et signe un contrat avec les Saitama Wild Knights. Au sein du club entraîné par son compatriote Robbie Deans, il remporte la League One dès sa première saison,.

### En équipe nationale
Lachlan Boshier joue avec la sélection scolaire néo-zélandaise (en) en 2012.
En 2014, il est sélectionné avec l'équipe de Nouvelle-Zélande des moins de 20 ans pour participer au championnat du monde junior 2014. Il évolue alors aux côtés de nombreux futurs All Blacks comme Anton Lienert-Brown, Damian McKenzie ou Atunaisa Moli.
En juin 2017, il est sélectionné avec les Provincial Barbarians (sélection des meilleurs joueurs de Mitre 10 Cup) pour un match contre les Lions britanniques en ouverture de la Tournée des Lions en Nouvelle-Zélande,.
En 2020 et 2021, la qualité de ses performances aux Chiefs font que son nom est évoqué pour rejoindre les All Blacks, mais cela reste sans suite,.

## Palmarès

### En club et province
- Vainqueur du NPC en 2014 avec Taranaki.
- Finaliste du Super Rugby Aotearoa en 2021 avec les Chiefs.
- Vainqueur de la League One en 2022 avec les Saitama Wild Knights.